# Guadassuar (kommun)
Guadassuar är en kommun i Spanien.   Den ligger i provinsen Província de València och regionen Valencia, i den östra delen av landet, 300 km sydost om huvudstaden Madrid. Antalet invånare är 6 115. Arean är 35 kvadratkilometer. Guadassuar gränsar till Alzira, L'Alcúdia, Algemesí, Alginet, Benimodo, Carlet, Masalavés och Tous. 
Terrängen i Guadassuar är platt.